# Sainte-Bazeille
Sainte-Bazeille is een gemeente in het Franse departement Lot-et-Garonne (regio Nouvelle-Aquitaine). De plaats maakt deel uit van het arrondissement Marmande. Sainte-Bazeille telde op 1 januari 2022 3.183 inwoners.

## Geografie
De oppervlakte van Sainte-Bazeille bedroeg op 1 januari 2022 20,67 vierkante kilometer; de bevolkingsdichtheid was toen 154 inwoners per km².

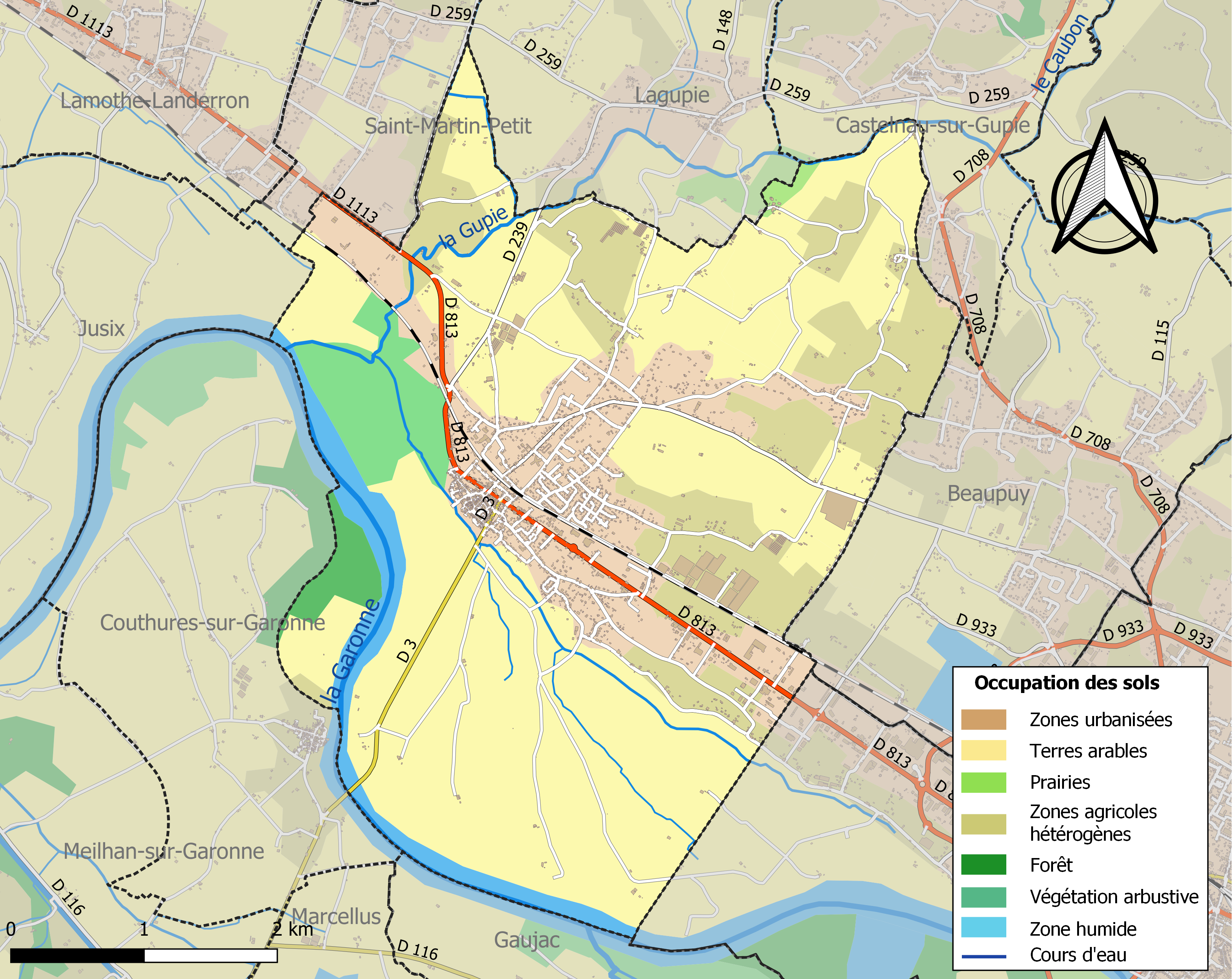
Kaart van de gemeente met de belangrijkste infrastructuur, bodemgebruik en omliggende gemeenten

## Verkeer en vervoer
In de gemeente ligt de spoorweghalte Sainte-Bazeille.

## Demografie
Onderstaande figuur toont het verloop van het inwonertal (bron: INSEE-tellingen).